# Santuario delle Cappelle
Il santuario delle Cappelle, o del Santo Sepolcro, o di Maria Santissima dello Spasimo, si trova nel territorio comunale di Laino Borgo, immerso in un suggestivo paesaggio incontaminato.

## Storia
Secondo la tradizione, il santuario fu fondato da un devoto pellegrini, Domenico Longo che, di ritorno dalla Terra santa decise di far costruire nel suo territorio un santuario e alcune cappelline che riproducevano fedelmente i luoghi sacri da lui visitati. Nel corso dei secoli il numero di cappelle è aumentato, fino ad arrivare al numero odierno di 15 cappelline, ognuna rappresentante qualche luogo importante della vita di Cristo, della Vergine e di altri personaggi. Si va dalla grotta di Betlemme alla crocifissione, dal sepolcro di san Giuseppe alla tomba di sant'Elena. Ogni cappella inoltre è splendidamente affrescata e corredata da frasi tratte dal Vangelo.

## Architettura
L'interno della chiesa è molto semplice. Possiede infatti un'unica navata centrale. Il soffitto è affrescato con la Deposizione di Gesù mentre le pareti della chiesa sono decorate solo da due altari, uno a destra ed un altro a sinistra dedicati rispettivamente alla Santissima Trinità e al Battesimo di Gesù. La Chiesa custodiva anche la veneratissima effigie della Madonna dello Spasimo, rappresentante la Vergine Maria Addolorata, trafugata nella notte tra il 31 agosto e il 1º settembre 2010 e un Gesù Bambino custodito all'interno dell'altare maggiore. La facciata della chiesa ha subìto diversi rimaneggiamenti nel corso dei secoli ed oggi si presenta di stile moderno datato alla fine del XIX secolo e con un'unica porta d'ingresso. La chiesa è circondata da un ricco paesaggio naturale, con panorama sui monti del Pollino, immersa nella tranquillità a pochi chilometri dal centro abitato di Laino Borgo.